# Araman
Araman es un lugar ficticio que forma parte del legendarium creado por el escritor británico J. R. R. Tolkien y que aparece en su obra póstuma El Silmarillion. Es una tierra baldía en la costa de Aman, entre las montañas Pelóri y el gran océano.

## Etimología y significado del nombre
«Araman» es una palabra en quenya formada por el prefijo ar- (‘fuera de’, ‘junto a’) más Aman, con un significado probable de ‘fuera de Aman’ o ‘junto a Aman’.

## Geografía ficticia
La región de Araman se sitúa en la costa de Aman, al norte de Valinor y la bahía de Eldamar, entre las montañas Pelóri y el gran océano, que se extiende más hacia el norte hasta el estrecho de Helcaraxë, que separa Aman de Beleriand. Es una franja relativamente estrecha de tierra baldía, desierta y montañosa, y su extremo septentrional sufre un clima severamente frío, que se podría comparar a una tundra. En El Silmarillion se la describe así:

Entretanto Morgoth, al huir de la persecución de los Valar, llegó a los baldíos de Araman. Esta tierra se extendía hacia el norte, entre las Montañas de las Pelóri y el Gran Mar, como Avathar se extendía hacia el sur; pero Araman era una región más vasta, y entre las costas y las montañas había tierras yermas, cada vez más frías a medida que se aproximaban al Hielo.
— Tolkien, 1984, p. 103 

Además, durante la época de los Dos Árboles de Valinor permaneció en la oscuridad, por lo que debió ser una zona totalmente desolada.

## Historia ficticia
Araman fue cruzada por Melkor y Ungoliant cuando huían de Aman tras destruir los Dos Árboles de Valinor, a toda prisa hasta llegar a Helcaraxë a través de la niebla de Oiomúrë, para cruzar por el paso de hielo a la Tierra Media.
Poco después también atravesaron en su persecución esta región los elfos noldor cuando salían a su exilio. Al llegar a Araman recibieron de Mandos su maldición por la matanza de los teleri en Alqualondë. A pesar de ello, las huestes de Fëanor tomaron los barcos restantes de los robados a los teleri y se dirigieron al este, hacia la Tierra Media. Como los barcos no eran suficientes para todos, porque se habían perdido muchos en el camino previo, Fëanor decidió partir sólo con los fieles de Alqualondë, abandonando en el desierto a sus propios parientes Fingolfin, sus hijos y los hijos de Finarfin, que los seguían en cumplimento de la palabra dada. Este hecho se conoce como la «deserción de Araman». Tras cruzar el océano, Fëanor mandó quemar las naves de los teleri, y los elfos de Fingolfin vieron la gran hoguera desde su orilla de Araman. A los abandonados se les planteaba la tesitura de perecer en el frío desierto o regresar avergonzados a Valinor, por lo que no tuvieron más remedio que tomar la audaz decisión de dirigirse a pie a la Tierra Media atravesando el Helcaraxë. En esa difícil travesía muchos de los noldor murieron, entre ellos Elenwë, esposa de Turgon, uno de los hijos de Fingolfin.

## Creación por Tolkien
En las versiones primigenias de los escritos del legendarium, los Cuentos perdidos compuestos entre 1915 y la década de los 20, ya aparecen parte de los elementos geográficos fundamentales de las Tierras Occidentales que más tarde configurarían el continente de Aman: Valmar (más tarde Valinor, donde habitan los valar), las montañas que lo defienden por el este (las Pelóri) y la costa del Gran Mar. Esta costa se pegaba a las montañas en la mitad norte, formando la bahía de Eldamar, pero al sur dejaba una amplia franja de tierra yerma y cálida, que se llamaba indistintamente Arvalin (antes Harmalin o Hanwalin, que significaba ‘cerca de Valinor’) o Eruman (antes Erumáni o Habbanan, ‘más allá de la morada de los Mánir’). En esta franja moraban, a modo de purgatorio, parte de los espíritus de los hombres muertos. Esta configuración descrita se puede ver claramente en un mapa dibujado por Tolkien para el cuento «El robo de Melkor y el oscurecimiento de Valinor».
Pues bien, en un nuevo mapa dibujado hacia 1930, Tolkien decidió dar simetría a la forma de la costa de Aman, dejando la bahía de Eldamar en el centro y dando a la cadena montañosa de las Pelóri una curva convexa hacia la costa que dejaba dos regiones del continente fuera de su protección: al sur Arvalin/Eruman, que quedó con el nombre definitivo de Avathar; y al norte una nueva región yerma, pero en esta ocasión fría, para la que Tolkien tomó uno de los nombres antiguos de la región del sur: Eruman, que mutó definitivamente en Araman, y el significado del otro nombre «cerca de Aman», en uno de los juegos etimológicos que tanto placían al escritor.
Aunque Araman ya existía, por tanto, geográficamente en 1930, los hechos que Tolkien ubicó en la región, y en particular la «deserción de Araman», no tomaron su forma definitiva hasta escritos muy posteriores.